# Nicholas Suzuki
Pour les articles homonymes, voir Suzuki (homonymie).
Nicholas Suzuki, dit Nick Suzuki, (né le 10 août 1999, à London, en Ontario, au Canada) est un joueur canadien de hockey sur glace évoluant avec les Canadiens de Montréal au poste de centre.

## Biographie
Suzuki est choisi par l'Attack d'Owen Sound au 1er tour, à la 14e position au total, du repêchage de la LHO 2015. Lors de sa 2e saison avec l'Attack en 2016-2017, il termine 2e buteur avec 45 buts et 5e pointeur de la ligue avec 96 points en plus d'être nommé dans la 2e équipe d'étoiles de la ligue. Il remporte également le trophée William-Hanley remis au joueur avec le meilleur esprit sportif. 
Le 23 juin 2017, il est sélectionné au 1er tour, à la 13e position du repêchage d'entrée dans la LNH 2017 par les Golden Knights de Vegas. Le 16 juillet, il signe son premier contrat professionnel de trois ans avec Vegas.
Le 10 septembre 2018, il est échangé aux Canadiens de Montréal, en compagnie de Tomáš Tatar et d'un choix de 2e tour au repêchage de 2019, contre l'attaquant  Max Pacioretty.
Le 1er octobre 2019, il intègre l'équipe qui commence la saison 2019-2020 des Canadiens en Ligue nationale de hockey. Le 17 octobre 2019, il marque son premier but en Ligue nationale de hockey lors d'une victoire 4 à 0 contre le Wild du Minnesota.
Le 12 octobre 2021, il signe un contrat d'une valeur de 63 millions de dollars sur une durée de huit ans avec les Canadiens de Montréal. Lors de la saison 2021-2022, il inscrit son 100e point dans la LNH. 
Le 12 septembre 2022, les Canadiens annoncent que Suzuki devient capitaine de l'équipe. Il succède à Shea Weber et devient, à 23 ans, le plus jeune joueur à être capitaine dans l'histoire de l'équipe.
Lors d'une victoire 8-2 contre les Blue Jackets de Columbus le 25 mars 2023, Suzuki obtient un but et trois aides, marquant ainsi quatre points dans un match pour la première fois de sa carrière dans la LNH.

## Statistiques

### En club
| Saison     | Équipe                | Ligue      |     | Saison régulière | Saison régulière | Saison régulière | Saison régulière | Saison régulière |    | Séries éliminatoires | Séries éliminatoires | Séries éliminatoires | Séries éliminatoires | Séries éliminatoires |
| Saison     | Équipe                | Ligue      | PJ  | B                | A                | Pts              | Pun              | PJ               | B  | A                    | Pts                  | Pun                  |                      |                      |
| 2015-2016  | Attack d'Owen Sound   | LHO        | 63  | 20               | 18               | 38               | 4                | 6                | 2  | 0                    | 2                    | 0                    |                      |                      |
| 2016-2017  | Attack d'Owen Sound   | LHO        | 65  | 45               | 51               | 96               | 10               | 17               | 8  | 15                   | 23                   | 10                   |                      |                      |
| 2017-2018  | Attack d'Owen Sound   | LHO        | 64  | 42               | 58               | 100              | 18               | 11               | 3  | 9                    | 12                   | 2                    |                      |                      |
| 2017-2018  | Wolves de Chicago     | LAH        | -   | -                | -                | -                | -                | 1                | 0  | 0                    | 0                    | 0                    |                      |                      |
| 2018-2019  | Attack d'Owen Sound   | LHO        | 30  | 22               | 23               | 45               | 4                | -                | -  | -                    | -                    | -                    |                      |                      |
| 2018-2019  | Storm de Guelph       | LHO        | 29  | 12               | 37               | 49               | 8                | 24               | 16 | 26                   | 42                   | 16                   |                      |                      |
| 2019-2020  | Canadiens de Montréal | LNH        | 71  | 13               | 28               | 41               | 6                | 10               | 4  | 3                    | 7                    | 0                    |                      |                      |
| 2020-2021  | Canadiens de Montréal | LNH        | 56  | 15               | 26               | 41               | 26               | 22               | 7  | 9                    | 16                   | 2                    |                      |                      |
| 2021-2022  | Canadiens de Montréal | LNH        | 82  | 21               | 40               | 61               | 30               | -                | -  | -                    | -                    | -                    |                      |                      |
| 2022-2023  | Canadiens de Montréal | LNH        | 82  | 26               | 40               | 66               | 33               | -                | -  | -                    | -                    | -                    |                      |                      |
| 2023-2024  | Canadiens de Montréal | LNH        | 82  | 33               | 44               | 77               | 36               | -                | -  | -                    | -                    | -                    |                      |                      |
| 2024-2025  | Canadiens de Montréal | LNH        | 82  | 30               | 59               | 89               | 8                | 5                | 2  | 0                    | 2                    | 2                    |                      |                      |
| Totaux LNH | Totaux LNH            | Totaux LNH | 455 | 138              | 237              | 375              | 139              | 37               | 13 | 12                   | 25                   | 4                    |                      |                      |

### En équipe nationale
| Année | Compétition                 |   | PJ | B | A | Pts | Pun           |  | Résultat |
| 2015  | Défi mondial -17 ans        | 6 | 1  | 3 | 4 | 2   | Médaille d'or |  |          |
| 2016  | Ivan Hlinka -18 ans         | 4 | 1  | 2 | 3 | 0   | 5e place      |  |          |
| 2019  | Championnat du monde junior | 5 | 0  | 3 | 3 | 4   | 6e place      |  |          |

## Trophées et honneurs personnels

### Ligue nationale de hockey
- 2019-2020 : sélectionné dans l'équipe d'étoiles des recrues
- 2020-2021 : remporte le trophée Clarence-S.-Campbell (trophée d'équipe)
- 2021-2022 : participe au 66e Match des étoiles (1)
- 2022-2023 : participe au 67e Match des étoiles (2)
- 2023-2024 : participe au 68e Match des étoiles (3)

### Canadiens de Montréal
- 2021-2022 : remporte la coupe Molson[Note 1].
- 2022-2023 : devient le 31e capitaine des Canadiens